# بليز دو فيجنير
بليز دو فِيجُنِير أو فِجْنِير (بالفرنسية: Blaise de Vigenère) هو دبلوماسي وعالم تعمية ومترجم وخيميائي ومنجم فرنسي.